# قطعنامه ۲۰۴۱ شورای امنیت
قطعنامه ۲۰۴۱ شورای امنیت سازمان ملل متحد که در تاریخ ۲۲ مارس ۲۰۱۲ تصویب شد، سندی بین‌المللی دربارهٔ بررسی وضعیت در افغانستان است. این قطعنامه طی نشست ۶٬۷۳۸ام با ۰ رای موافق، ۰ مخالف و ۰ ممتنع تصویب شد.